# The Reading 120
La The Reading 120 és una competició ciclista d'un dia que es disputa al mes de setembre a Reading (Pennsilvània).
La primera edició es disputà el 1999 en un format amateur, fins que el 2005 entrà a formar part del calendari de l'UCI Amèrica Tour. La cursa ha estat coneguda fins al 2011 com a Univest Grand Prix i de 2012 a 2014 es deia Thompson Bucks County Classic per raons de patrocini. El 2015 canvià el nom a The Reading 120.
L'endemà de la cursa, es disputa el Critèrium de Doylestown. Creat el 2009, formava part en un principi de la Bucks County Classic, però a partir del 2011 és una cursa independent sense estar dins del calendari internacional.

## Palmarès
| Any                  | Vencedor            | Segon               | Tercer                   |
| -------------------- | ------------------- | ------------------- | ------------------------ |
| Univest Grand Prix   |                     |                     |                          |
| 1999                 | Alexandre Lavallée  | Tom Boonen          | Joe Papp                 |
| 2000                 | Bert De Waele       | Stéphane Auroux     | Kenneth Mercken          |
| 2001                 | No disputada        |                     |                          |
| 2002                 | Todd Herriott       | Cameron Hughes      | Peter Knudsen            |
| 2003                 | Ted Huang           | Kevin Bouchard-Hall | Matthew Svatek           |
| 2004                 | Stéphane Bonsergent | Pascal Lievens      | Kevin Maene              |
| 2005                 | Melito Heredia      | Álvaro Tardaguila   | Amos Brumble             |
| 2006                 | Shawn Milne         | Fausto Esparza      | Sean Sullivan            |
| 2007                 | William Frischkorn  | Ryan Roth           | John Fredy Parra         |
| 2008                 | Lucas Euser         | Fredrik Ericsson    | Jonathan Patrick McCarty |
| 2009                 | Volodomyr Starchyk  | Philipp Mamos       | Patrik Stenberg          |
| 2010                 | Jonas Ahlstrand     | Michael Olsson      | Nick Frey                |
| 2011                 | Ryan Roth           | Frank Pipp          | Tom Zirbel               |
| Bucks County Classic |                     |                     |                          |
| 2012                 | Patrick Bevin       | Logan Hutchings     | Rob Britton              |
| 2013                 | Kiel Reijnen        | Joseph Lewis        | Matt Cooke               |
| 2014                 | Zachary Bell        | Stephen Leece       | Jesse Anthony            |
| The Reading 120      |                     |                     |                          |
| 2015                 | Daniel Summerhill   | Toms Skujiņš        | Chris Jones              |
| 2016                 | Oscar Clark         | Eric Marcotte       | Andžs Flaksis            |

## Palmarès al Critèrium de Doylestown
| Any  | Vencedor         | Segon           | Tercer           |
| ---- | ---------------- | --------------- | ---------------- |
| 2009 | Iuri Metluixenko | Johan Lindgren  | Charles Dionne   |
| 2010 | Johan Lindgren   | Karl Menzies    | Iuri Metluixenko |
| 2011 | Jesse Anthony    | Jackie Simes    | Robin Carpenter  |
| 2012 | Eric Marcotte    | Frank Pipp      | Alexey Schmidt   |
| 2013 | Joey Rosskopf    | Paul Martin     | David Guttenplan |
| 2016 | Eric Marcotte    | Robin Carpenter | Edwin Ávila      |